# Сёгэн (1207—1211)
Сёгэн (яп. 承元 сё:гэн) — девиз правления (нэнго) японских императоров Цутимикадо и Дзюнтоку, использовавшийся с 1207 по 1211 год .

## Продолжительность
Начало и конец эры:
- 25-й день 10-й луны 2-го года Кэнъэй (по юлианскому календарю — 16 ноября 1207);
- 9-й день 3-й луны 5-го года Сёгэн (по юлианскому календарю — 23 апреля 1211).

## Происхождение
Название нэнго было заимствовано из 55-го цзюаня классического древнекитайского сочинения Тундянь:「古者祭以酉時、薦以仲月、近代相承、元日奏祥瑞」.

## События
даты по юлианскому календарю
- 1208 год (6-я луна 2-го года Сёгэн) — император отправился в храм Кумано (яп. 熊野神社)[5];
- 1210 год (5-я луна 4-го года Сёгэн) — император снова посетил храм Кумано[6];
- 1210 год (6-я луна 4-го года Сёгэн) — император сделал придворным Хидэясу, князя провинции Кадзуса[6];
- 1210 год (8-я луна 4-го года Сёгэн) — император посетил храм Касуга тайся[6];
- 1210 год (9-я луна 4-го года Сёгэн) — в ночном небе появилась комета с очень длинным хвостом[6];
- 12 декабря 1210 года (25-й день 11-й луны 4-го года Сёгэн) — император Цутимикадо отрёкся от престола без особых на то причин; трон перешёл к его младшему брату, второму сыну дайдзё тэнно Го-Тоба. Через некоторое время на престол взошёл новый император Дзюнтоку[6].

## Сравнительная таблица
Ниже представлена таблица соответствия японского традиционного и европейского летосчисления. В скобках к номеру года японской эры указано название соответствующего года из 60-летнего цикла китайской системы гань-чжи. Японские месяцы традиционно названы лунами.
| 1-й год Сёгэн (Огненный Кролик)      | 1-я луна       | 2-я луна*             | 3-я луна  | 4-я луна  | 5-я луна*              | 6-я луна  | 7-я луна* | 8-я луна   | 9-я луна*   | 10-я луна* | 11-я луна | 12-я луна* |               |
| ------------------------------------ | -------------- | --------------------- | --------- | --------- | ---------------------- | --------- | --------- | ---------- | ----------- | ---------- | --------- | ---------- | ------------- |
| Юлианский календарь                  | 30 января 1207 | 1 марта               | 30 марта  | 29 апреля | 29 мая                 | 27 июня   | 27 июля   | 25 августа | 24 сентября | 23 октября | 21 ноября | 21 декабря |               |
| 2-й год Сёгэн (Земляной Дракон)      | 1-я луна       | 2-я луна*             | 3-я луна  | 4-я луна  | 4-я луна* (високосная) | 5-я луна  | 6-я луна* | 7-я луна   | 8-я луна    | 9-я луна*  | 10-я луна | 11-я луна* | 12-я луна*    |
| Юлианский календарь                  | 19 января 1208 | 18 февраля            | 18 марта  | 17 апреля | 17 мая                 | 15 июня   | 15 июля   | 13 августа | 12 сентября | 12 октября | 10 ноября | 10 декабря | 8 января 1209 |
| 3-й год Сёгэн (Земляная Змея)        | 1-я луна       | 2-я луна*             | 3-я луна  | 4-я луна* | 5-я луна               | 6-я луна* | 7-я луна  | 8-я луна   | 9-я луна*   | 10-я луна  | 11-я луна | 12-я луна* |               |
| Юлианский календарь                  | 6 февраля 1209 | 8 марта               | 6 апреля  | 6 мая     | 4 июня                 | 4 июля    | 2 августа | 1 сентября | 1 октября   | 30 октября | 29 ноября | 29 декабря |               |
| 4-й год Сёгэн (Металлическая Лошадь) | 1-я луна       | 2-я луна*             | 3-я луна* | 4-я луна  | 5-я луна*              | 6-я луна  | 7-я луна* | 8-я луна   | 9-я луна    | 10-я луна* | 11-я луна | 12-я луна  |               |
| Юлианский календарь                  | 27 января 1210 | 26 февраля            | 27 марта  | 25 апреля | 25 мая                 | 23 июня   | 23 июля   | 21 августа | 20 сентября | 20 октября | 18 ноября | 18 декабря |               |
| 5-й год Сёгэн (Металлическая Коза)   | 1-я луна*      | 1-я луна (високосная) | 2-я луна* | 3-я луна* | 4-я луна               | 5-я луна* | 6-я луна* | 7-я луна   | 8-я луна    | 9-я луна*  | 10-я луна | 11-я луна  | 12-я луна     |
| Юлианский календарь                  | 17 января 1211 | 15 февраля            | 17 марта  | 15 апреля | 14 мая                 | 13 июня   | 12 июля   | 10 августа | 9 сентября  | 9 октября  | 7 ноября  | 7 декабря  | 6 января 1212 |

* звёздочкой отмечены короткие месяцы (луны) продолжительностью 29 дней. Остальные месяцы длятся 30 дней.